# Conseil suprême provisoire du duché de Varsovie
Le Conseil suprême provisoire du duché de Varsovie est un gouvernement intérimaire du duché de Varsovie alors occupé par les Russes. Il a existé entre mars 1813 et juin 1815 et fut remplacé par le gouvernement provisoire du royaume de Pologne.

## Histoire

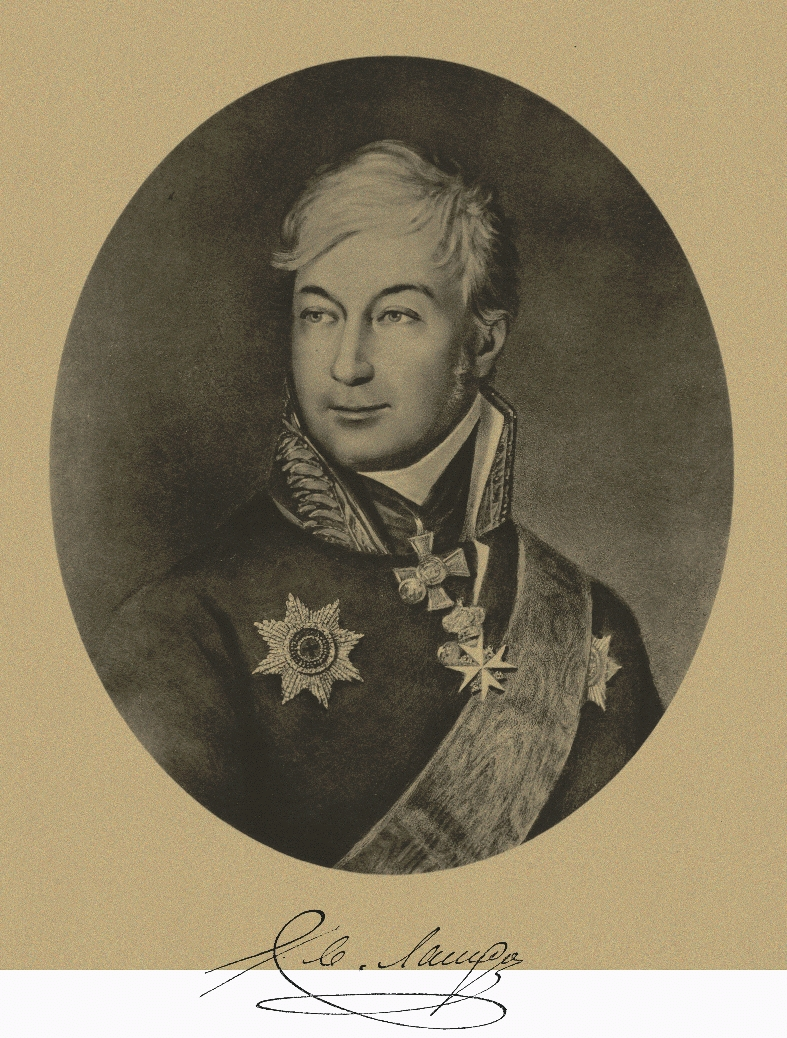
Vasily Lanskoy

Le Conseil suprême provisoire du duché de Varsovie a été établi par l'ukase de l'empereur Alexandre Ier du 13 mars 1813 pour administrer la partie de la Pologne occupée par les troupes Russes après la retraite de Russie de la Grande Armée. Il a existé jusqu'au 20 juin 1815, date à laquelle il est transformé en gouvernement provisoire du royaume de Pologne.
Il était composé de :
- Vasyly Lanskoy - gouverneur général (Russe)
- Nikolaï Novossiltsev - gouverneur général adjoint (Russe)
- Ludwig von Colomb (de)  - Trésorier (Prussien)
- Tomasz Wawrzecki - responsable du ministère de la Justice (Polonais)
- Franciszek Ksawery Drucki-Lubecki - responsable des affaires intérieures (Polonais)

Le Conseil suprême provisoire du duché de Varsovie a repris les pouvoirs du Conseil d'État et du Conseil des ministres du duché en les transférant à des dirigeants totalement tournés vers la Russie. Dirigé par deux Russes, il comptait un trésorier prussien et deux Polonais qui avaient depuis longtemps fait le choix d'être au service de la Russie. Vasily Lanskoy devint de fait le responsable de toute l'administration polonaise et contrôlait aussi la Police et les fonctionnaires russes détachés en Pologne pour superviser le tout. Le Conseil suprême reprit l'activité de l'administration locale, de la justice et de l'enseignement. A côté, un Comité central de 10 personnes a été créé, composé de représentants départementaux. La tâche du Comité central était de servir de médiateur entre les autorités centrales temporaires et les autorités locales et les habitants.
L'existence de Conseil permettait aux Russes de s'assurer du prélèvement de l'impôt et d'écarter le souverain légitime du duché, Frédéric-Auguste Ier (roi de Saxe) au profit du Tsar Alexandre Ier.
Le conseil suprême provisoire avait également d'autres tâches plus précises. Dans le cadre de l'administration locale, ce conseil gérait la protection des bâtiments publics, des donations et des forêts d'Etat et contrôlait le commerce en assurant la protection des magasins de vivres, le contrôle du commerce du sel et du monopole du tabac. Pour la justice, il avait comme consignes la surveillance du fonctionnement de la poste et la vérification du courrier, le contrôle des prisons et des hôpitaux. Au niveau des activités enseignements, là aussi s'établissait une surveillance au profit des Russes avec la surveillance du clergé et de ses écoles "pour qu'elles ne soient pas nuisibles",.
Lorsque le maire de Varsovie, Sanislas Wegrzecki, demanda au Conseil suprême provisoire l'autorisation de rapatrier le corps du Jozef Poniatowski, ce dernier demanda au maire de Varsovie de faire sa demande auprès du général russe Araktchéiev au motif que cela dépassait ses compétences.